# Paul Johnson (Historiker)

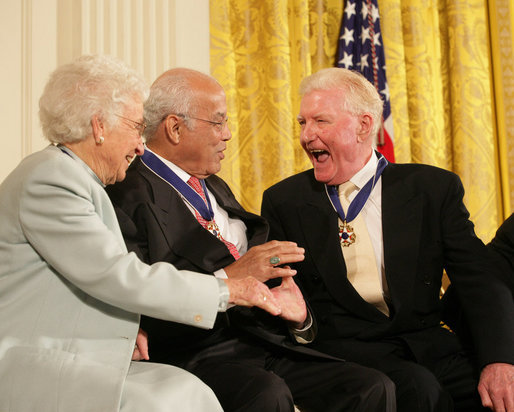
Paul Johnson (rechts) nach Verleihung der Presidential Medal of Freedom am 15. Dezember 2006

Paul Bede Johnson CBE (* 2. November 1928 in Manchester, England; † 12. Januar 2023 in London) war ein britischer Journalist, Historiker und Autor. Er hat über 40 Bücher geschrieben und war Mitarbeiter und später Chefredakteur des New Statesman. 2006 erhielt er die Presidential Medal of Freedom und 2016 die Auszeichnung Commander of the British Empire.

## Leben

### Jugend und frühe Jahre
Paul Johnson war der Sohn von Anne und William Aloysius Johnson, der als Künstler und Direktor der Burslem School of Art arbeitete. Seine akademische Ausbildung erhielt er am Stonyhurst College, Lancashire und am Magdalen College, Oxford. Einer seiner Professoren in Oxford war der Historiker Alan J. P. Taylor. Er schloss das Studium mit Auszeichnung ab und diente danach in der British Army, zuerst im King’s Royal Rifle Corps und später im Royal Army Educational Corps. Er erreichte den Dienstgrad Hauptmann und war in Gibraltar stationiert.

### Journalismus
Danach arbeitete er von 1952 bis 1954 als stellvertretender Herausgeber beim französischen Monatsmagazin Réalités und später als Paris-Korrespondent der linken britischen Wochenzeitung New Statesman. Johnson war in dieser Zeit politisch sehr sozialistisch orientiert und unterstützte den von Nye Bevan repräsentierten linken Flügel der Labour Party. 1955 kehrte er nach London zurück und nahm eine Stelle als regulärer Mitarbeiter des New Statesman an. Nach verschiedenen Funktionen in der Redaktion wurde er 1965 Herausgeber dieser Wochenzeitung. Johnsons radikal linke Überzeugungen begannen damals bereits brüchig zu werden, was gemeinsam mit seinem Katholizismus auch der Grund war, warum seine Bestellung zunächst von Leonard Woolf und anderen kritisiert wurde. So pflegte er bereits Umgang mit der Autorin Antonia Fraser und sein Artikel über die Auswüchse der Beatlemanie wurde der meist-diskutierte Beitrag in der Geschichte des Magazins. Als Folge dieser Kritik wurde Johnson die Funktion des Herausgebers zunächst nur auf ein halbes Jahr Bewährung überantwortet. Trotz dieser anfänglichen Schwierigkeiten blieb er bis 1970 Herausgeber des New Statesman.

### Autor
Die gesellschaftlichen Krisen der 1970er Jahre, die mit wirtschaftlichem Verfall und sozialen Unruhen einher gingen, führten bei Johnson zu einer profunden Neuorientierung seiner politischen Ansichten. Er kritisierte die Gewalttätigkeit und Intoleranz der britischen Gewerkschaften als „faschistisch“ und erklärte, dass die Linke keine Antworten auf die Fragen der Zeit hatte. Vor dem Hintergrund der zunehmend prekären wirtschaftlichen Situation in Großbritannien wurde er zu einem überzeugten Unterstützer Margaret Thatchers. Nach Thatchers Wahlsieg im Jahr 1979 beriet er sie bei der Reform der Gewerkschaftsgesetze und verfasste Reden für sie. Später wurde er zu einem führenden Vertreter des konservativen Meinungsjournalismus und verteidigte konservative Werte wie freies Unternehmertum, Ehe und Familie und den Katholizismus und wandte sich gegen Sozialismus, Kommunismus, Multikulturalismus und moralischen Relativismus, die er als Gründe für den von ihm diagnostizierten Niedergang der britischen und anderer westlicher Gesellschaften ausmachte. Außerdem war Paul Johnson bekennender Euroskeptiker und wandte sich wiederholt gegen die Mitgliedschaft des Vereinigten Königreiches in der EU.
Ab den 1970er Jahren begann er historische Bücher zu schreiben, von denen die meisten zu Bestsellern wurden. Mit „Modern Times“ gelang ihm ein Welterfolg, der als eines der einflussreichsten Werke zur Geschichte des „kurzen 20. Jahrhunderts“ gilt. Johnson beschäftigte sich auch intensiv mit der Geschichte der beiden großen monotheistischen Religionen Christentum und Judentum, die er in verschiedenen Büchern abhandelte. Als umfassende Zusammenfassung seiner Forschungen auf diesem Gebiet publizierte er 1976 „A History of Christianity“ und 1987 „The History of the Jews“. Und schließlich bildete die amerikanische Geschichte einen weiteren großen Schwerpunkt in Johnsons Schaffen, mit dem er sich vor allem ab den 1990er Jahren beschäftigte.
Johnson schrieb auch regelmäßige Kolumnen für Tageszeitungen, von denen vor allem die von 1981 bis 2001 im britischen Magazin The Spectator erschienene Kolumne „And Another Thing“ sehr populär war. Bis 2001 schrieb er auch eine Kolumne für Daily Mail und The Sun sowie regelmäßig für The Daily Telegraph (vor allem Buchrezensionen), The New York Times, The Wall Street Journal, Commentary, Forbes und National Review.

## Schriften
Allgemein
- A Sense of Outrage. In: Brian Abel-Smith, Nigel Calder, Richard Hoggart, Mervyn Jones, Norman Mackenzie (Hrsg.): Conviction. MacGibbon & Kee, 1957, S. 202–217
- The Suez War. MacGibbon & Kee, 1957.
- Journey Into Chaos. MacGibbon & Kee, 1958.
- Statesmen And Nations. Sidgwick & Jackson, 1971.
- Enemies of Society. Weidenfeld & Nicolson, 1977.
- The Recovery of Freedom. Mainstream Series. Basil Blackwell, 1980.
- Beiträge zu William Davis (Hrsg.): The Best of Everything – Animals, Business, Drink, Travel, Food, Literature, Medicine, Playtime, Politics, Theatre, Young World, Art, Communications, Law and Crime, Films, Pop Culture, Sport, Women's Fashion, Men's Fashion, Music, Military. 1981.
- The Pick of Paul Johnson. Harrap, 1985.
- The Oxford Book Of Political Anecdotes. Oxford University Press, 1986. 2. Auflage 1991.
- Intellectuals. Weidenfeld & Nicolson, London 1988, ISBN 0-297-79395-0.
- George J. Marlin, Richard P. Rabatin, Heather Higgins (Hrsg.): The Quotable Paul Johnson. A Topical Compilation of His Wit, Wisdom and Satire. Atlantic Books, 1994; Noonday Press, 1996.
- Wake Up Britain. A Latter-day Pamphlet. Weidenfeld & Nicolson, 1994.
- To Hell with Picasso & Other Essays. Selected Pieces from „The Spectator“. Weidenfeld & Nicolson, 1996.
- Churchill. Biographie. 2009.

Geschichte
- The Offshore Islanders. England's People from Roman Occupation to the Present/to European Entry. Weidenfeld & Nicolson 1972. Neuauflagen: History of the English People. 1985; Offshore Islanders. A History of the English People. 1998.
- Elizabeth I. A Study in Power and Intellect. Weidenfeld & Nicolson, 1974.
- The Life and Times of Edward III. Weidenfeld & Nicolson, 1974.
- Civilizations of the Holy Land. Weidenfeld & Nicolson, 1976.
- Education of an Establishment. In George MacDonald Fraser (Hrsg.): The World Of the Public School. Weidenfeld & Nicolson 1977, S. 13–28.
- The Civilization of Ancient Egypt. Weidenfeld & Nicolson, 1978.
- Ireland. A Concise History from the Twelfth Century to the Present Day. Granada, 1981.
- A History of the Modern World from 1917 to the 1980s. Weidenfeld & Nicholson, 1983.
- Modern Times. A History of the World from the 1920s to the 1980s. Weidenfeld & Nicolson, 1984. Neuauflage: …Present Time. und …Year 2000. 2005.
- Gold Fields A Centenary Portrait. Weidenfeld & Nicolson, 1987.
- The History of the Jews. Weidenfeld & Nicolson, 1987. Neuauflage: A History of the Jews. 2005
- The Birth of the Modern. World Society 1815–1830. Weidenfeld & Nicolson, 1991.
- The Holocaust. In: A History of the Jews.  Phoenix, 1996, S. 482–517
- A History of the American People. Weidenfeld & Nicolson, 1997, ISBN 0-06-093034-9.
- The Renaissance Weidenfeld & Nicolson, 2002.
- Napoleon. Weidenfeld & Nicolson, 2001.
- George Washington. The Founding Father. Atlas, 2005.
- Creators. HarperCollins Publishers, 1006, ISBN 0-06-019143-0
- Heroes. HarperCollins Publishers, 2007, ISBN 978-0-06-114316-8.

Religion
- Pope John XXIII. Hutchinson, 1975.
- A History of Christianity. Weidenfeld & Nicolson, 1976. Neuauflage: Simon & Schuster/Atheneum, 1977.
- Pope John Paul II And The Catholic Restoration. St Martins Press, 1982.
- The Quest for God. A Personal Pilgrimage. Weidenfeld & Nicolson/HarperCollins, 1996.
- The Papacy. Weidenfeld & Nicolson, 1997.

Memoiren
- The Vanished Landscape. A 1930s Childhood in the Potteries. Weidenfeld & Nicolson, 2004, ISBN 978-0-7538-1933-3.
- Brief Lives. Hutchinson, 2010.

Kunst
- mit Gerald Laing, David Mellor: Gerald Laing. Portraits Thomas Gibson. Fine Art, 1993.
- Julian Barrow's London. Fine Art, 1999.
- Art. A New History. Weidenfeld & Nicolson, 2009.

Romane
- Left of Centre. MacGibbon & Kee, 1959.
- Merrie England. MacGibbon & Kee, 1964.

### Reisen
- mit George Gale: The Highland Jaunt. Collins, 1973.
- A Place in History. Places & Buildings Of British History. Omega, 1974.
- National Trust Book of British Castles. Granada, 1978. Neuauflage: Castles Of England, Scotland And Wales. Weidenfeld, 1992.
- British Cathedrals. Weidenfeld & Nicolson, 1980.
- The Aerofilms Book of London from the Air. Weidenfeld & Nicolson, 1984.